# Descolonização portuguesa de África

Períodos das independências dos países africanos

A independência das colónias portuguesas em África iniciou em 1973 com a declaração unilateral da República da Guiné-Bissau, que foi reconhecida pela comunidade internacional, mas não pela potência colonizadora. As restantes colónias portuguesas ascenderam à independência em 1975, na sequência da Revolução dos Cravos e por vontade do MFA, dando assim o fim do Império Português.

### Antecedentes[1]
No pós-Segunda Guerra Mundial, as independências sucedem-se pelo mundo fora e particularmente em África. Até 1960, 24 países tornam-se independentes e até 1968 mais 13 países.
Os movimentos de independência das colónias portuguesas em África iniciam-se em Angola pela UPA/FNLA e pelo MPLA (1961), na Guiné-Bissau pelo PAIGC (1961-1963) e em Moçambique pela FRELIMO (1964). A UNITA irá começar as suas atividades em Angola em 1966.
A nível nacional, Ramalho Eanes defende que o corte entre os militares e o império ocorre com a recuperação de Goa, Damão e Diu pela Índia, e pela forma como os militares foram tratados. A intensificação dos conflitos pela independência, particularmente na Guiné fará o resto. 
Em abril de 1973, a oposição em massa passa a defender a descolonização no congresso de Aveiro, no III Congresso da Oposição Democrática.
Em fevereiro de 1974, António de Spínola publica Portugal e o futuro. A tese admite que a guerra colonial não pode ser ganha militarmente e deve haver uma solução política.
Mas Marcelo Caetano, pressionado pela ala mais conservadora, fecha qualquer possibilidade de negociação. Fica para a história a vassalagem ou beija-mão das altas patentes militares à política colonial de não negociação do regime de Marcelo Caetano a 14 de Março de 1974. Este episódio ficou conhecido como a "Brigada do Reumático". Os ausentes António de Spínola e Francisco da Costa Gomes seriam exonerados pela sua ausência, como contado por Otelo Saraiva de Carvalho no documentário a Conspiração de António-Pedro de Vasconcelos. Castigados pela dissidência, ambos seriam nomeados Presidentes da República no pós-25 de Abril de 1974.

### MFA vs. Plano Spínola[3][4]
Após o sucesso da Revolução dos Cravos liderado pelo Movimento das Forças Armadas (MFA), este tinha um programa para o pós-25 de Abril de 1974. Entre outros, reconhecia o direito à "autodeterminação dos povos", advogando a independência das então colónias. Pezarat Correia classifica esta posição de revolucionária e independentista.
Em contraste, António Spínola defendia uma posição reformista e federalista, alicerçada no seu livro Portugal e o Futuro, publicado ainda durante o Estado Novo. Usa do seu poder como Presidente da Junta de Salvação Nacional e mais tarde Presidente da República para influenciar o país nesta direção. A 26 de Abril, fala ao país em preservar "a nação soberana no seu todo pluricontinental". Impõe ainda que o governo nomeie Veiga Simão como embaixador na ONU, antigo ministro de Marcelo Caetano e próximo de Spínola. Mas já não havia espaço para soluções negociadas.
A nível internacional, a ONU requeria medidas diretas para a independência das colónias de Portugal, confrontando os emissários nacionais Jorge Sampaio e João Cravinho.  Também os movimentos de independência condicionavam o cessar fogo ao reconhecimento do seu direito à independência. Por outro lado, "a tropa já não queria combater, queria vir embora, e a luta chegou mesmo a intensificar-se". Em suma, a posição de Spínola era impraticável naquele contexto e foi vencedora a do MFA.

### Descolonização e "retornados"
A descolonização gerou um movimento populacional que fez entrar em Portugal cerca de 700 mil pessoas designadas por "retornados". A história oficial relata um esforço bem sucedido de integração, muito por conta dos próprios migrantes e suas redes, favorecendo o país. No entanto, é necessário (i) acrescentar o contributo do Estado via Instituto de Apoio ao Retorno dos Nacionais, e (ii) salientar as diferenças de integração dos retornados conforme a "cor da pele".